# Embuscade de l'OMON à Grozny en 2002
L'embuscade de l'OMON à Grozny en 2002 a eu lieu le 18 avril 2002, lorsque les insurgés tchétchènes ont tué environ 8 personnes et blessé deux agents de la police spéciale républicaine de l'OMON.
L'embuscade s'est produite à seulement 90 mètres du quartier général principal de la police tchétchène. Le premier bus du convoi a heurté une mine télécommandée, et les insurgés ont ensuite ouvert le feu sur la file de véhicules depuis les ruines d'un immeuble de grande hauteur voisin.
Une autre version de l'attaque a été présentée par Nezavissimaïa Gazeta, qui a affirmé qu'il y avait deux attaques liées.
L'incident a été précédé par le discours de mi-mandat sur l'état de la nation du président Vladimir Poutine, dans lequel il a déclaré que la "phase militaire" du conflit tchétchène était terminée.